# Jakotsu-babā

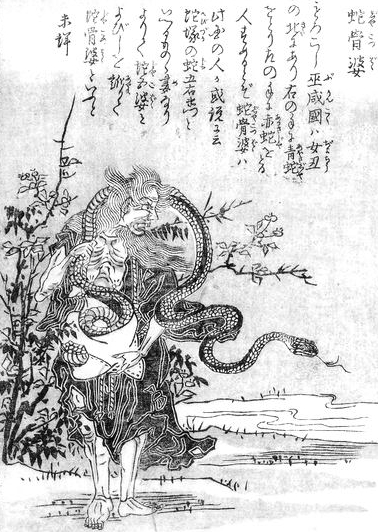
Die Jakotsu-babā, wie sie in Sekiens Konjaku Hyakki Shūi erscheint.

Jakotsu-babā (蛇骨婆; „Schlangenknochen-Hexe“), auch Jago-baba (蛇婆; „Schlangenhexe“) genannt, ist der Name eines fiktiven Wesens der japanischen Folklore. Sie gehört zum Genre der Hexen innerhalb der Gruppe der Yōkai (妖怪; „Dämonen“). Ihr Charakter wird als zwiespältig beschrieben und sie wird bis heute in vielen Präfekturen gefürchtet.

## Beschreibung
Die Jakotsu-babā wird als hässliche, dürre und alte Frau mit langen, weißen und ungekämmten Haaren beschrieben. Sie soll in einen hüftlangen Kimono gekleidet sein, barfuß laufen und eine dröhnende, bräsige Stimme haben. Sie hält der Legende nach zwei große Schlangen in den Händen. In der linken Hand halte sie eine blaue Schlange, in der rechten eine rote. Mit der blauen Schlange könne sie in die Vergangenheit blicken und mit der roten in die Zukunft. Außerdem habe sie die Macht, gewöhnliche Schlangen zu verhexen und zu kontrollieren. Lokale Anekdoten behaupten, die blaue Schlange könne mit ihrem Eisatem Menschen einfrieren und die rote Schlange verbrenne ihre Opfer mit ihrem Feueratem.

## Hintergrund
Die Jakotsu-babā in ihrer heute populären Gestalt ist vermutlich eine Erfindung des berühmten Ukiyo-e-Künstlers und Kyōka-Poeten Toriyama Sekien. In seinem Emakimono Konjaku Hyakki Shūi (今昔百鬼拾遺; „100 Dämonen von einst und jetzt, Fortsetzung“) aus dem Jahr 1780 behauptet er, die Jakotsu-babā gehe auf eine Sagengestalt aus dem frühen Kaiserreich Chinas zurück, die an einem mystischen Ort namens Fukan (chinesisch 无羡; Wúxiàn) lebe. Die erste Jakotsu-babā sei mit einem Mann namens Jagoemon (蛇右衛門) verheiratet gewesen, weshalb man sie auch Jagobā (蛇右ば; „Jagos Weib“) genannt habe. Zwar gibt es tatsächlich ein uraltes Werk namens Shānhǎijīng (山海經; „Klassiker der Berge und Meere“) aus der Xia-Dynastie (um etwa 1700 v. Chr.), in dem von mystischen Schlangen-Schamanen berichtet wird, die „westlich jenseits der chinesischen Grenze“ gelebt hätten. Doch diese werden in dem Originalwerk als Männer beschrieben, eine spezielle Bezeichnung oder gar Personennamen sind nicht überliefert. In Wirklichkeit war Sekien eher von Nō- und Bunraku-Theatern der frühen Edo-Zeit (spätes 17. Jahrhundert) inspiriert worden, in denen Schlangenhexen regelmäßig als Nebencharaktere auftraten. Dort werden sie in der Tat „Jakotsu-babā“ genannt, aber sie tragen keine echten Schlangen mit sich herum, sie haben selbst eine stellenweise schlangenartige Haut, mit der sie bei den Charakteren der jeweiligen Geschichte Ekel und Anstoß erregen. Sekiens Erwähnung des chinesischen Mysterienbuches sollte offenbar als eine Pseudo-Quelle herhalten.
Heute tritt die Jakotsu-babā als Nebencharakter oder kurzweiliger Antagonist in diversen Mangaka und Anime-Serien auf, so zum Beispiel in GeGeGe no Kitarō, wo sie eine offengelebte Rivalität mit der Hexe Sunakake-baba (砂かけ婆) hegt.